# 우쿠차올드필드쥐
우쿠차올드필드쥐(Thomasomys ucucha)는 비단털쥐과에 속하는 설치류이다. 에콰도르 코르디예라 오리엔탈 산맥에서만 발견되며, 산각 해발 3,380~3,720m 숲과 초원에서 서식한다. 올드필드쥐속의 다른 7종과 함께 발견될 수 있다. 우쿠차올드필드쥐는 1903년 처음 수집되었고, 2003년에 공식적으로 기재되었으며 근연종은 좀더 북쪽에서 서식하는 삼림올드필드쥐이다. 서식지 파괴때문에 멸종 위협을 받고 있으며, 국제 자연 보전 연맹(IUCN)이 "취약종"으로 분류하고 있다.
짙은 털과 긴 꼬리를 가진 중간 크기의 우쿠차올드필드쥐는 크고 넓은 포복성 상절치때문에 올드필드쥐속의 다른 모든 종들과 구별된다. 몸길이 범위는 94~119mm이고 몸무게는 24~46g이다. 꼬리에는 털이 거의 없다. 두개골 앞부분은 편평하며 짧고 넓다. 입천장 앞의 구멍인 절치공은 짧고 입천장은 넓고 매끄럽다.